# Ministère de la Culture (Bénin)
Pour les autres articles nationaux ou selon les autres juridictions, voir Ministère de la Culture.
Le Ministère du tourisme, de la culture et des arts en abrégé MTCA est le département Ministériel du Gouvernement Béninois Président de la Republique du Bénin Mr Patrice Talon chargée de la conception, la mise en œuvre, le suivi et l’évaluation de la politique de l’Etat en matière de tourisme, de la culture et des arts.
Également connu sous le nom de Ministère de la culture, son siège est situé au quartier Haie Vive, sur la route de l'aéroport dans le 12e arrondissement de Cotonou, dans le même bâtiment que le Ministère du Commerce en faisant dos à l'établissement Français d'Enseignement Montaigne de Cotonou. Il est dirigé par un ministre, membre du gouvernement Béninois.

## Attributions
- La responsabilité du ministère du tourisme, de la culture et des arts est de:
- fournir au Gouvernement les estimations sur les évolutions externes et l'analyse des problèmes internes en se basant sur des données, des faits et des chiffres de qualité ;
- garantir la qualité de la gouvernance et de la supervision en veillant à l'amélioration des performances, au respect des biens publics, de l'intérêt commun, des valeurs républicaines, de l'éthique, des normes et des procédures ;
- assurer la mobilisation et l'organisation des ressources nécessaires pour mettre en œuvre les plans, les programmes, les projets et les budgets ;
- établir la structure et l'ordre hiérarchique des responsabilités d'exécution conformément aux dispositions du présent décret ;
- assurer une gestion efficace des ressources humaines et s'assurer de l'amélioration continue de leurs performances ;
- accompagner les acteurs pour rompre avec les pratiques qui compromettent l'efficacité de l'action gouvernementale, l'image du pays et le bien-être des populations.

### Administration centrale
Des directions techniques et départementales
Les Directions Techniques sont les structures opérationnelles du ministère tourisme et de la culture, directement coordonnées par le Secrétaire général du ministère. Elles sont au nombre de trois à savoir :
- La Direction du Développement du Tourisme ;
- La Direction du Patrimoine Culturel ;
- La Direction des Arts et du Livre.

Placée sous l'autorité du Préfet de département, les Directions départementales du tourisme et de la culture sont responsables de la mise en œuvre dans chaque département, de la politique nationale en matière de tourisme et culture. Elles sont au nombre 12 dont:
- Direction départementale du tourisme et de la culture de l'Atacora ;
- Direction départementale du tourisme et de la culture de l'Atlantique ;
- Direction départementale du tourisme et de la culture de la Donga ;
- Direction départementale du tourisme et de la culture des Collines ;
- Direction départementale du tourisme et de la culture du Borgou ;
- Direction départementale du tourisme et de la culture du Zou ;
- Direction départementale du tourisme et de la culture du Couffo ;
- Direction départementale du tourisme et de la culture du Mono ;
- Direction départementale du tourisme et de la culture du Littoral ;
- Direction départementale du tourisme et de la culture de l'Ouémé ;
- Direction départementale du tourisme et de la culture du Plateau
- Direction départementale du tourisme et de la culture de l'Alibori.

Des organismes sous tutelle sont au nombre de 7 :
1. le Fonds des Arts et de la Culture ;
2. la Bibliothèque nationale ;
3. le Bureau béninois du droit d'auteur et des droits voisins ;
4. le Festival International du Théâtre du Bénin ;
5. l’Ensemble Artistique National ;
6. le Fonds national de développement et de promotion touristiques ;
7. le Centre national du cinéma et de l'image animée.